# گراند شلاختسکیه
گراند شلاختسکیه (به لهستانی:  Grądy Szlacheckie) یک روستا در لهستان است که در گمینا دووگوشودوو واقع شده‌است.